# Golden retriever
Golden retriever är en hundras från Storbritannien. Liksom övriga sex retrievrar är den en apporterande fågelhund. Rasen har en instinktiv kärlek till vatten. Den har ett vänligt temperament och vill gärna vara till lags. Idag är golden retriever vanligast som sällskapshund, men dess intelligens och mångsidighet gör att den passar för en mängd olika uppgifter.
I en undersökning 2012/2013 utnämndes golden retriever till världens femte populäraste hundras; i Sverige var den nummer två 2019.

## Historia
De olika hårlagsvarianterna av retriever fanns från början i flera färgvarianter, förutom svart och leverbrunt även gult och vitt. De vita sågs med skepsis och försvann med tiden. Den förste att medvetet avla på gula Wavy Coated Retrievrar var Sir Dudley Marjoribanks, förste baron av Tweedmouth på godset  Guisachan nära dalgången Glen Affric väster om Loch Ness i Skottland. Han hade en gul Wavy Coated Retriever som var en skicklig apportör. År 1868 parade han denna med en tik av rastypen Tweed Water Spaniel. Dessa var oftast bruna men fanns även i ljusare, gulaktiga nyanser. Rastypen dog ut under 1800-talet.
De fyra valparna i denna första kull anses utgöra grunden till golden retrievern. Senare korsades fler Wavy Coated Retrievrar och Tweed Water Spaniel in tillsammans med St. John's Dog som är ursprunget till alla retrievrar. Viss inkorsning gjordes även med röda settrar och en sandfärgad blodhund. Settrar användes i den tidiga retrieveraveln för att öka farten i avsöket och blodhund för att förbättra nosarbetet. Sir Dudley Marjoribanks vision var att få fram en mer energisk och kraftfull hund än övriga retrievrar men som fortfarande var mild och läraktig.
I äldre kynologisk litteratur brukar det hävdas att golden retrievern skulle härstamma från ryska cirkushundar. År 1952 visade sig detta vara fel då en ättling till Sir Dudley Marjoribanks publicerade dennes noggrant förda stambok.
Från 1903 började golden retrievrar registreras som Retriever (Golden or Yellow) av brittiska the Kennel Club. År 1908 var första gången de hade en egen klass på hundutställning. År 1913 grundades the Golden Retriever Club i Storbritannien och golden erkändes som självständig ras och 1919 fick rasen sitt nuvarande namn.

## Egenskaper
Liksom de övriga retriever raserna är golden retriever framavlad för att användas som en apportör vid jakt på sträckande änder och vid klappjakter på fälthöns och annat småvilt. Golden retriever var relativt ovanlig i Sverige fram till andra världskriget, men ökade kraftigt i popularitet på 60- och 70-talet och marknadsfördes då framförallt som familjehund. Utöver jakten som den ursprungligen togs fram för är den vanlig som ledarhund och andra sorters assistanshund; som narkotikahund och andra sorters sök- och spårhund och som räddningshund. Den är även framgångsrik i flera hundsporter som lydnad, agility och olika bruksgrenar.
Golden retrieverns temperament beskrivs i standarden som "snällt, vänligt och självsäkert". Den är inte en enmanshund utan ska vara lika älskvärd mot främlingar som mot dem den känner väl. Dess tillit och milda läggning gör den till en dålig vakthund. En golden retriever ska inte vara överdrivet blyg eller nervös. Den typiska golden retrievern ska vara lugn, intelligent och foglig, med en exceptionell vilja att behaga sin förare (will to please). Golden retrievern ska kombinera livsglädje med tålamodet som är nödvändigt för att sitta tyst i flera timmar i ett jaktgömsle i väntan på fåglarna. Den avlades efter sitt mjuka bett som inte skadar det skjutna viltet. Golden retriever skall älska att arbeta, både på land och i vatten samt ha en god förmåga att fokusera på en given uppgift.
Golden retrievern är känd för sin intelligens, och rankas på fjärde plats i Stanley Corens undersökning Hur intelligent är din hund? efter border collien, pudeln och schäfern. Den är också känd för sitt tålamod med barn. Golden retrievern går oftast bra ihop med andra hundar liksom katter och de flesta djur.

## Utseende

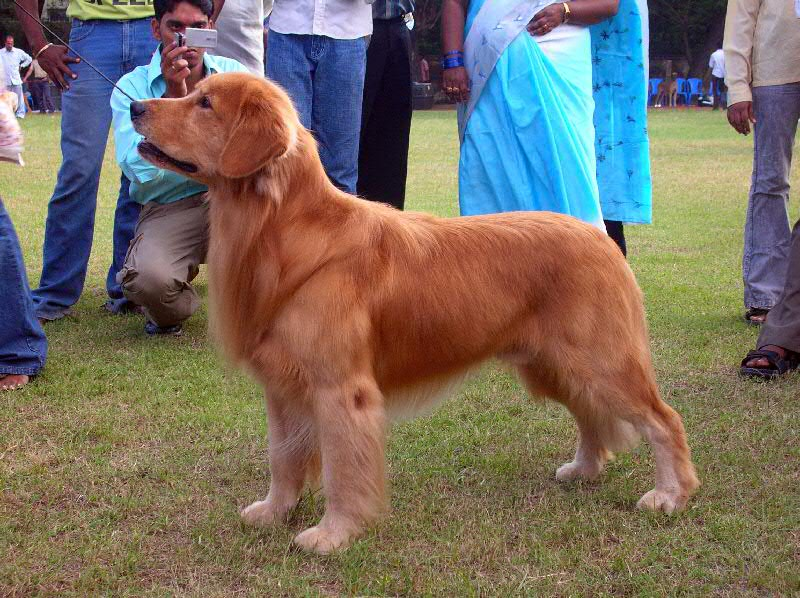

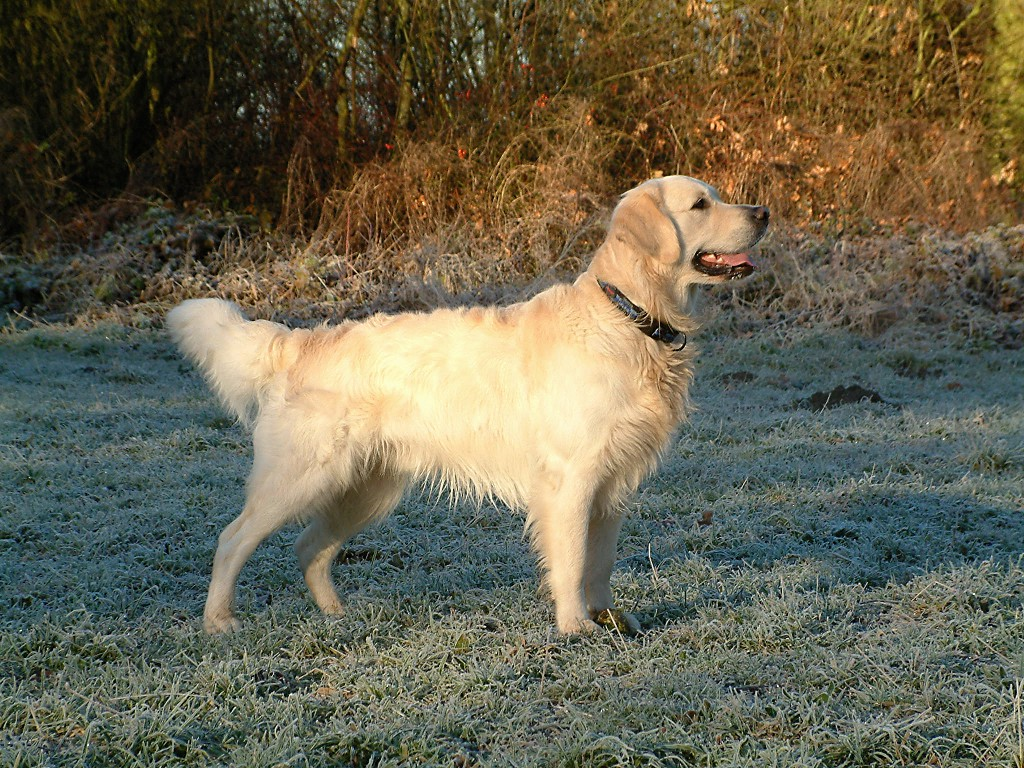

Golden retrievern har en tät underpäls som håller värmen. Täckhåret är glänsande och vattenavvisande. Färgen är olika nyanser av gult, guld och crème.
Den ser ut som en kraftigare flatcoated retriever. Den har även tjockare och mer vågig päls. I den internationella rasstandarden anges ingen vikt, i den amerikanska standarden anges vikten till 29–34 kg för hanhundar och 25–29 kg för tikar. Ursprungligen var crème inte en accepterad färg, men detta ändrades 1936 då även avsnittet om mankhöjd lades till. Den brittiska standarden används i alla länder förutom USA och Kanada.
Varken vitt, rött eller mahogny är accepterade färger. När en golden retriever blir äldre, kan pälsen bli mörkare eller ljusare. Valpens päls är oftast mycket ljusare än den vuxna hundens, en valp med mörkare färgsättning på öronen kan tyda på att valpen får en mörk vuxenpäls. En golden retrievers päls får aldrig vara för lång, eftersom det kan hindra den i apporteringsarbetet.

## Jaktgolden
Det finns ingen särskild rasstandard för arbetande golden retriever, men några kennlar fokuserar på jakt- och bruksegenskaper i stället för utställningar. För att särskilja de arbetande hundarna benämns de ofta jaktgolden. Jaktgolden är mindre, smidigare och uthålligare än utställningshundarna. Jaktproven premierar också en annan mentalitet, med mer skärpa, viltintresse och energi än utställningsvarianterna. Eftersom jaktgolden registreras i samma stambok som den ordinarie typen bedöms de på hundutställningar som samma ras.

## Hälsa
Enligt the Kennel Club är en goldens förväntade livslängd över 10 år. Den räknas som en förhållandevis frisk ras. Svenska Kennelklubben (SKK) har hälsoprogram rörande höftledsdysplasi (HD) som anger att valpar till föräldradjur utan känd HD-status inte får registreras. Den svenska golden retrieverklubben har som mål att minst 60 % av alla golden skall röntgas och att mindre än 8 % skall ha HD av allvarlig grad och att färre än 10 % skall ha armbågsledsdysplasi (ED). Andra sjukdomar som behandlas i goldenklubbens avelsstrategi är ögonsjukdomarna progressiv retinal atrofi (PRA), grå starr (katarakt) och retinal dysplasi (RD) samt epilepsi. Ytterligare sjukdomar att vara uppmärksam på är hypotyreos (sköldkörtelrubbning), olika hjärtfel, njursjukdomen renal dysplasi, sensorisk ataktisk neuropati (SAN) som är en rörelsestörning samt olika hudproblem som fuktexem, iktyos och allergier.
Cancer var dödsorsak för 61,4% av amerikanska golden retrievrar enligt en hälsoundersökning från 1998 som genomfördes av Golden Retriever Club of America. Cancer är troligtvis fortfarande rasens främsta dödsorsak.

## Galleri

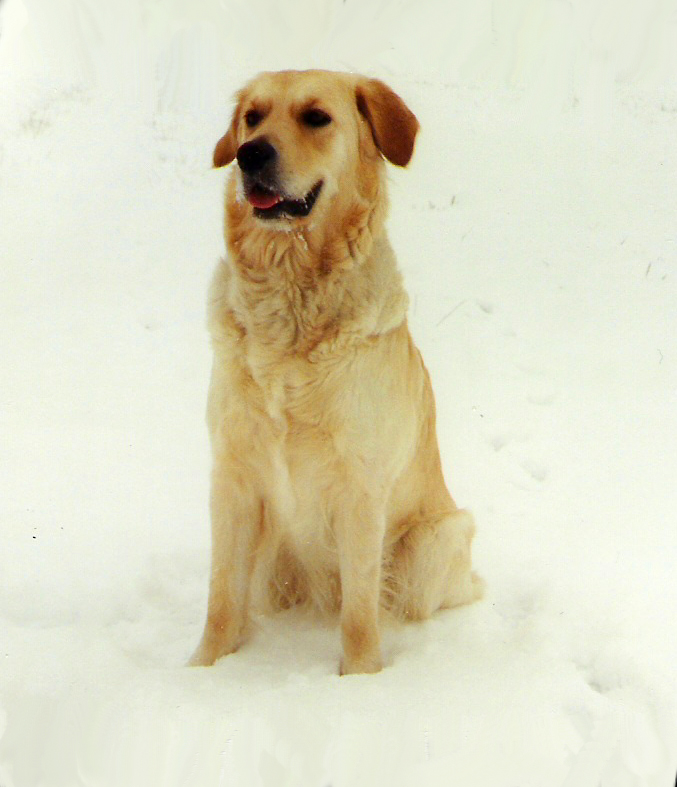
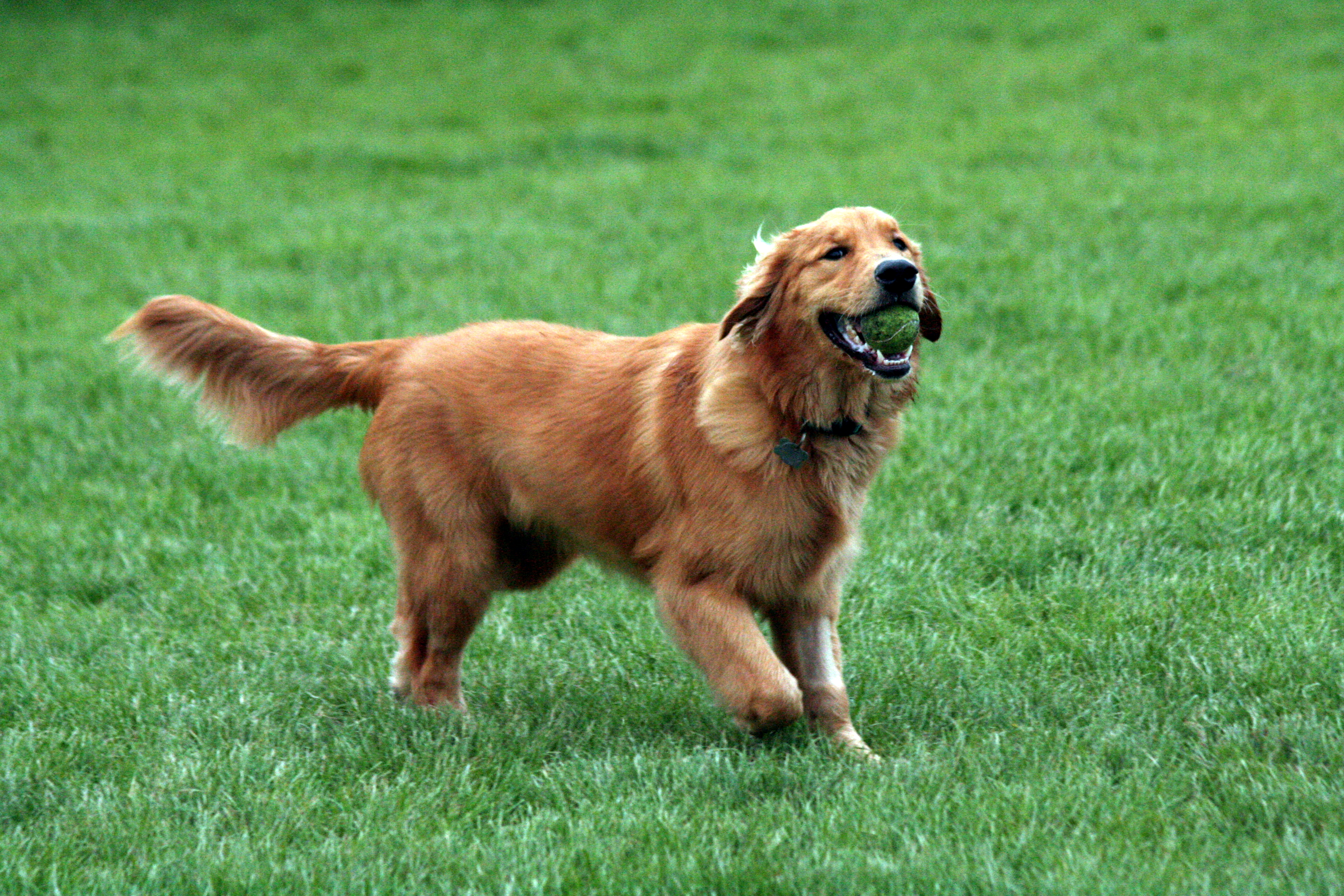
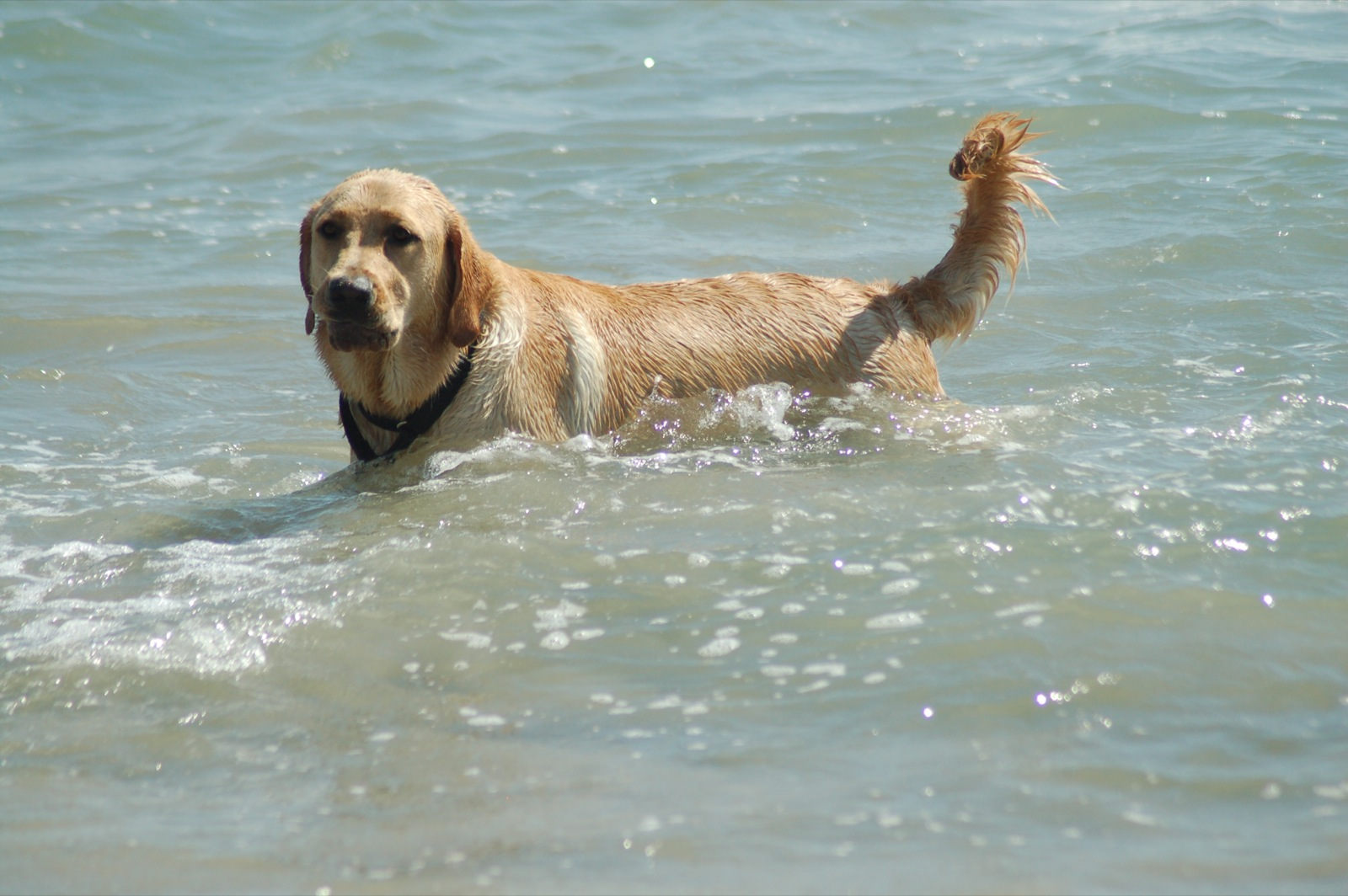
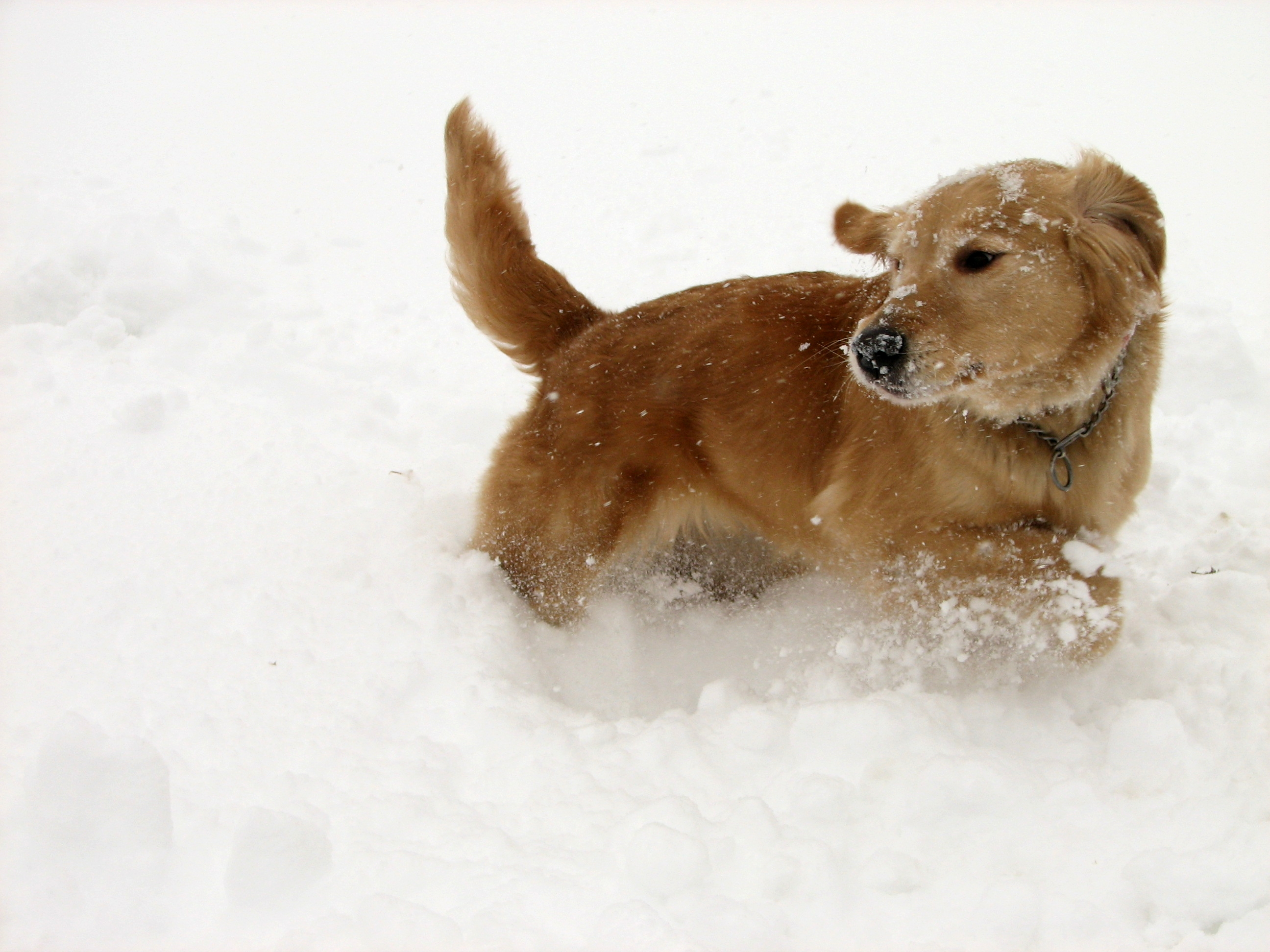
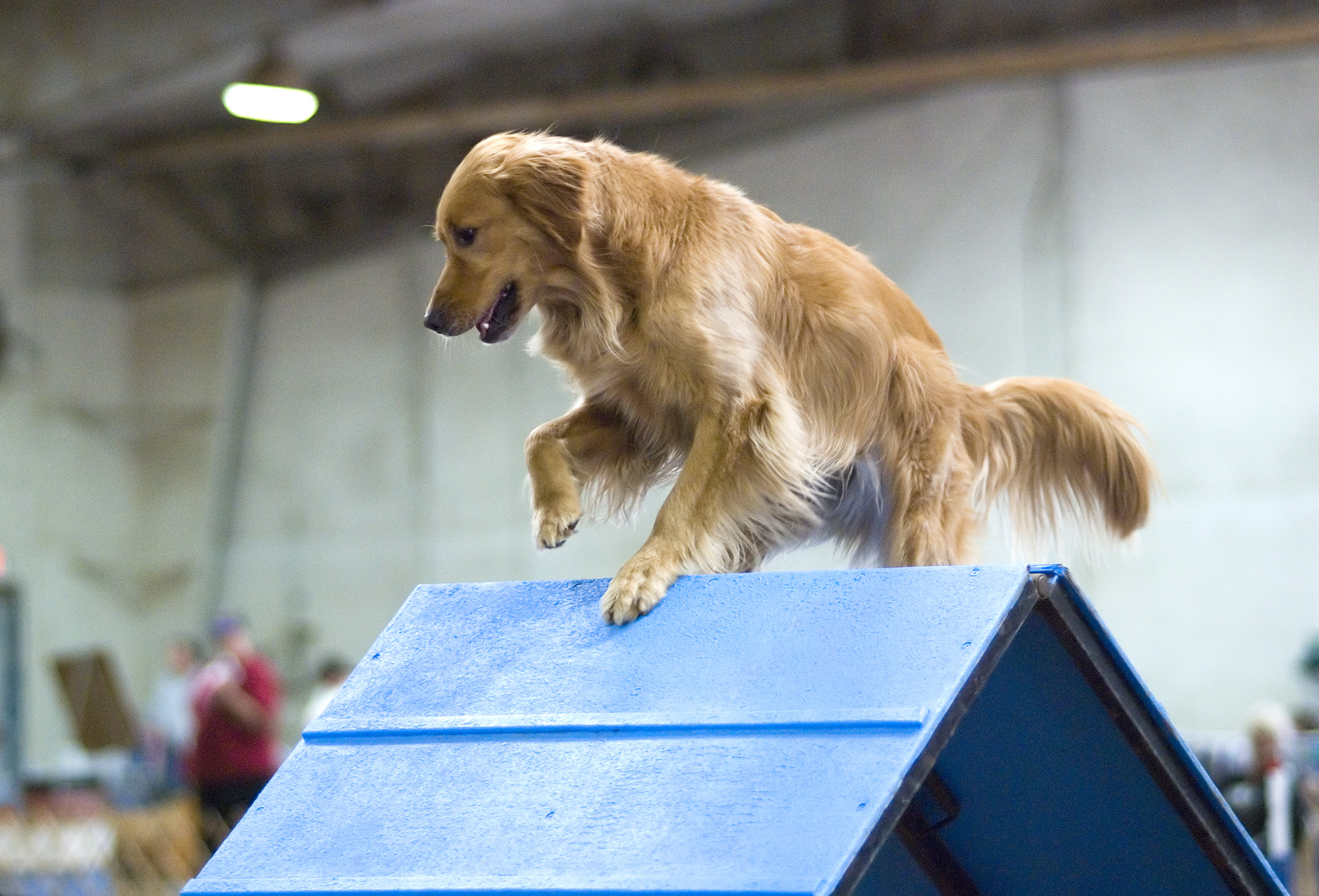
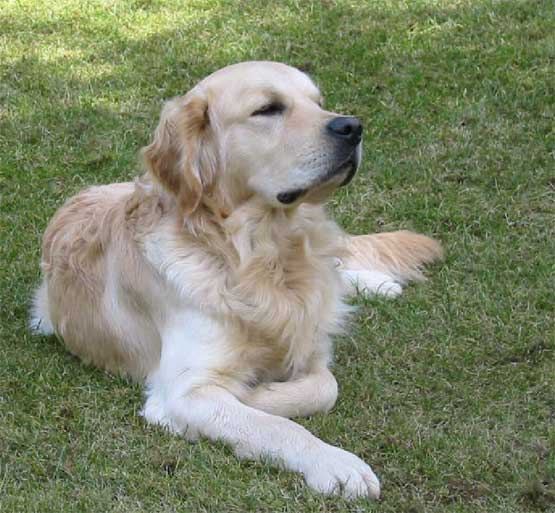
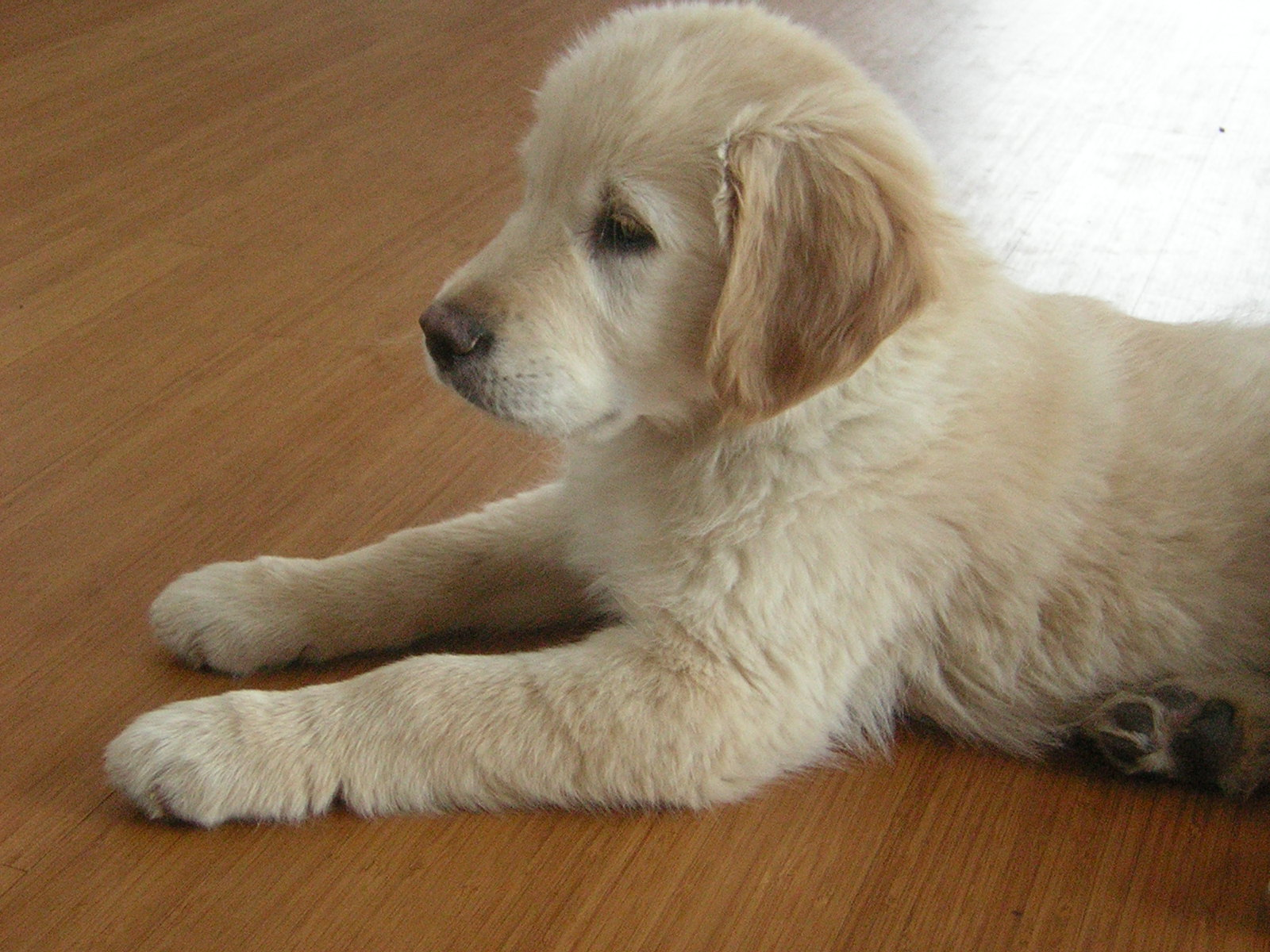